# 한승규
한승규(韓承規, 1996년 9월 28일 ~ )는 대한민국의 축구 선수이며 포지션은 미드필더이다.

## 클럽 경력
2017 시즌 전 울산 현대에 입단하였고, 2월 7일에 있었던 아시아 챔피언스리그 플레이오프 킷치와의 경기에 선발 출전을 통하여 프로에 데뷔하였다. 2017년 6월 24일에 열린 리그 17라운드 인천과의 홈 경기에서 프로 데뷔골을 신고했지만, 팀은 1-2 역전패를 당했다.
2018년 7월 15일 서울월드컵경기장에서 열린 리그 17라운드 FC 서울과 울산 현대의 경기에서 골키퍼를 제치고 시즌 첫 골을 넣었다. 하지만 서울의 만회골로 경기는 1-1 무승부로 끝났다. 2018 시즌 동안 5골 7도움을 기록하여, 울산 소속으로는 2002년 이천수 이후 16년 만에 K리그 영플레이어상을 수상하였다.
2019 시즌을 앞두고 전북 현대로 이적하였다.
2020 시즌을 앞두고 K리그1의 FC 서울로 임대 이적했다.
2021 시즌을 앞두고 서울에서 임대를 마치고 전북으로 복귀 하였다가 수원 FC로 다시 임대 이적하였다.
2022년 3월, FC 서울로 완전 이적하였다.
2024년 7월, 불법도박 혐의로 FC서울에서 방출되었고 한국프로축구연맹으로부터 한승규에게 60일 출장정지를 당했다.

## 국가대표팀 경력
한승규는 2018년 AFC U-23 챔피언십 국가대표팀에 발탁되었다. 이 대회에서 말레이시아와의 경기에서 결승골을 기록하였다.
그리고, 12월 4일에 파울루 벤투 감독이 이끄는 국가대표팀에 처음으로 발탁되었다.

## 기타
한승규의 친형은 수원 삼성에서 뛰었던 한성규다.
4-1-4-1 포메이션에서 4에 해당하는 왼쪽 중앙 미드필더 자리가 편하다고 한다.

## 수상 내역

### 클럽

#### 울산 현대
- FA컵
  - 우승: 2017
  - 준우승: 2018

#### 전북 현대 모터스
- K리그1
  - 우승: 2019

### 개인
- K리그 영플레이어상: 2018